# Passailer Becken

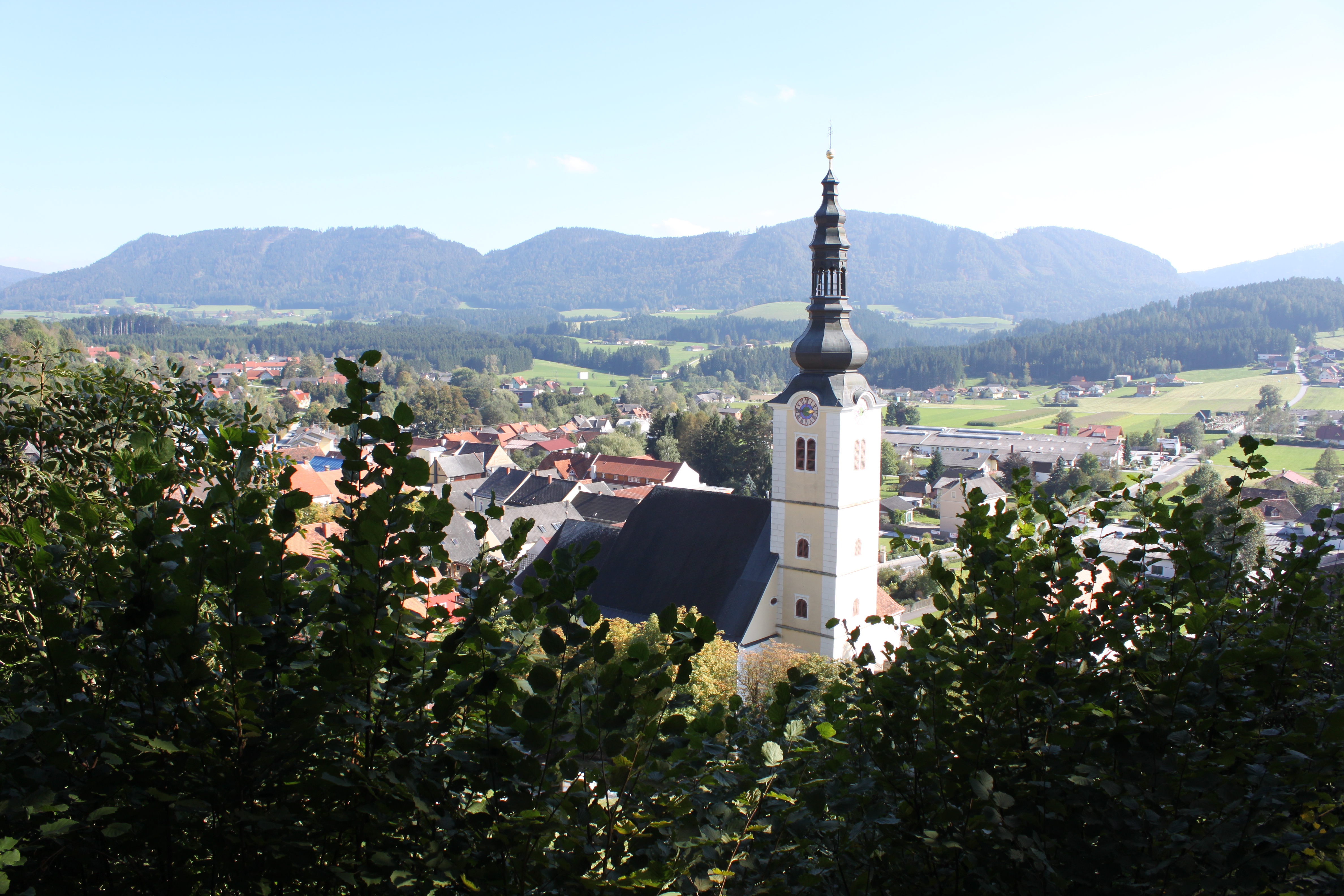
Passail, Sattelberg (im Hintergrund)

Das Passailer Becken, auch Passailer Kessel, ist ein Gebirgskessel in der Steiermark, im Grazer Bergland. Drei Gemeinden – Fladnitz an der Teichalm im Westen, das namensgebende Passail in der Mitte sowie Sankt Kathrein am Offenegg im Osten (alle Bezirk Weiz) – bilden das Gebiet, das auch Teil der Region Almenland ist.
Es erstreckt sich rund um Passail im Süden bis zum Schöckl, im Osten zum Patscha, im Nordosten zum Plankogel und im Nordwesten zum Hochlantsch. Der höchste Berg ist der Hochlantsch mit 1720 m vor dem Osser mit 1545 m und dem Plankogel mit 1530 m.
Hauptfluss ist die Raab mit der Raabklamm und deren Nebenfluss Weizbach mit der Weizklamm, die nach Süden entwässern. Zwischen Raabklamm und Weizklamm liegt der langgestreckte Sattelberg, westlich mit den Gösserwänden des Berges Gösser, gefolgt vom Lärchsattel, dem Wachthaussattel und dem Wolfsattel bis zur Weizklamm. Im Norden liegen die Teichalm und die Sommeralm. Westlich und nördlich davon entwässert der Mixnitzbach durch die Bärenschützklamm in die Mur.
Der wichtigste Verkehrszugang vom Murtal her führt von der S 35 über den Rechbergpass (Rechberg Straße B 64).
Teile des Beckens gehören zum Naturpark Almenland. Geologisch gehört das Becken zu einer Serie inneralpiner Senken am Südostrand der Alpen nördlich der Grazer Bucht, mit Gratwein-Gratkorner Becken, Reiner Becken und Semriacher Becken, deren Östliches und Größtes es ist.

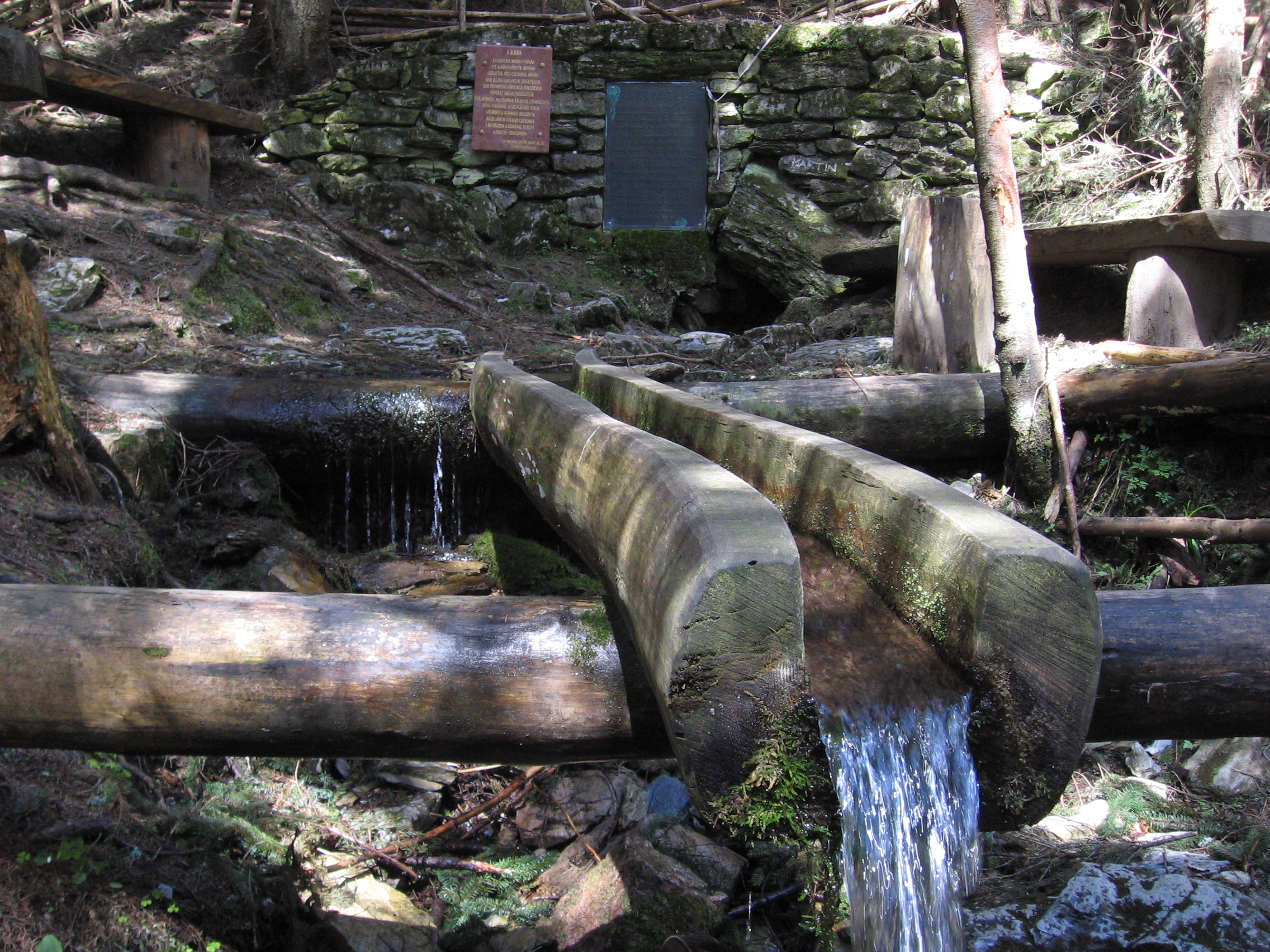
Raabursprung südlich der Teichalm
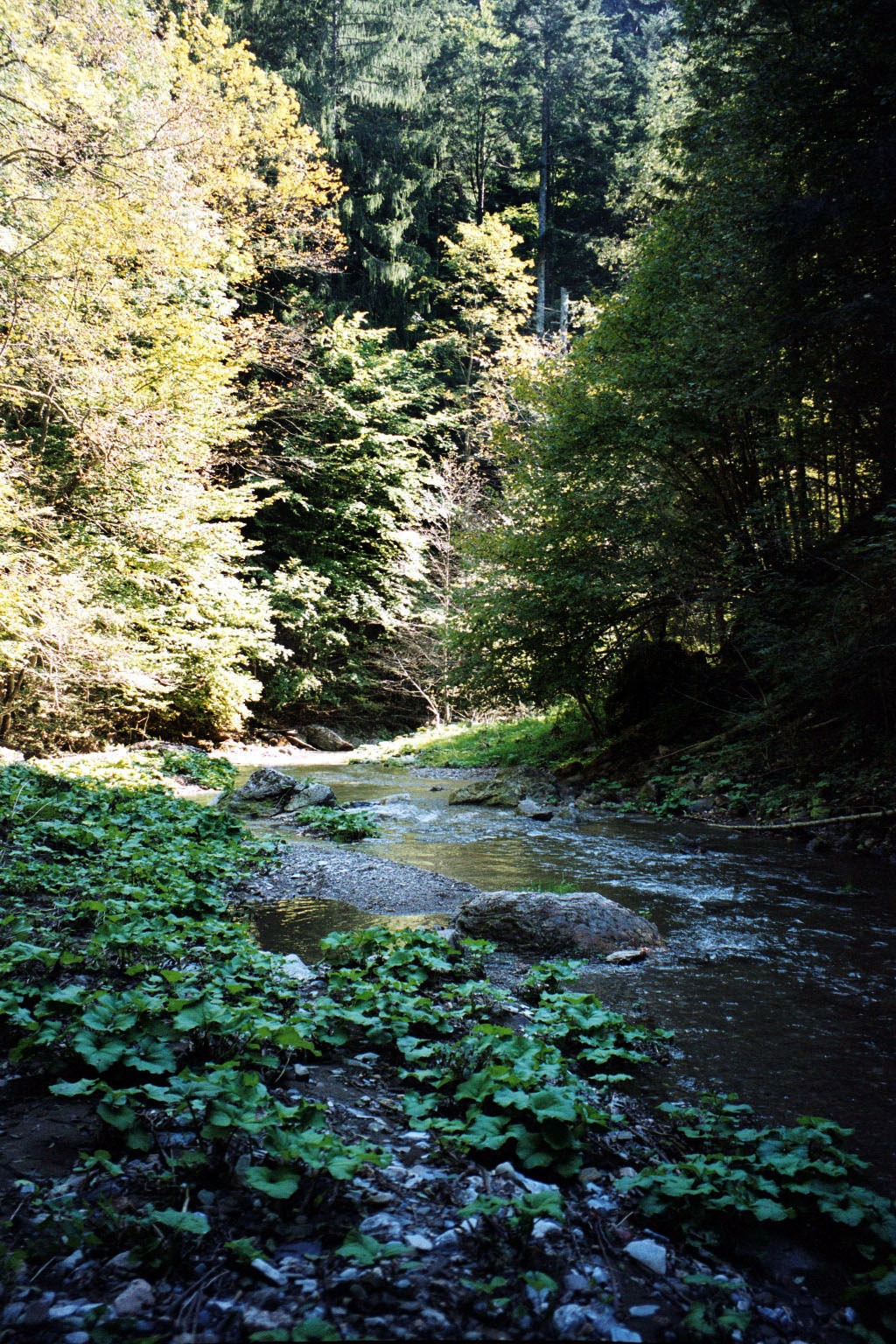
In der Raabklamm
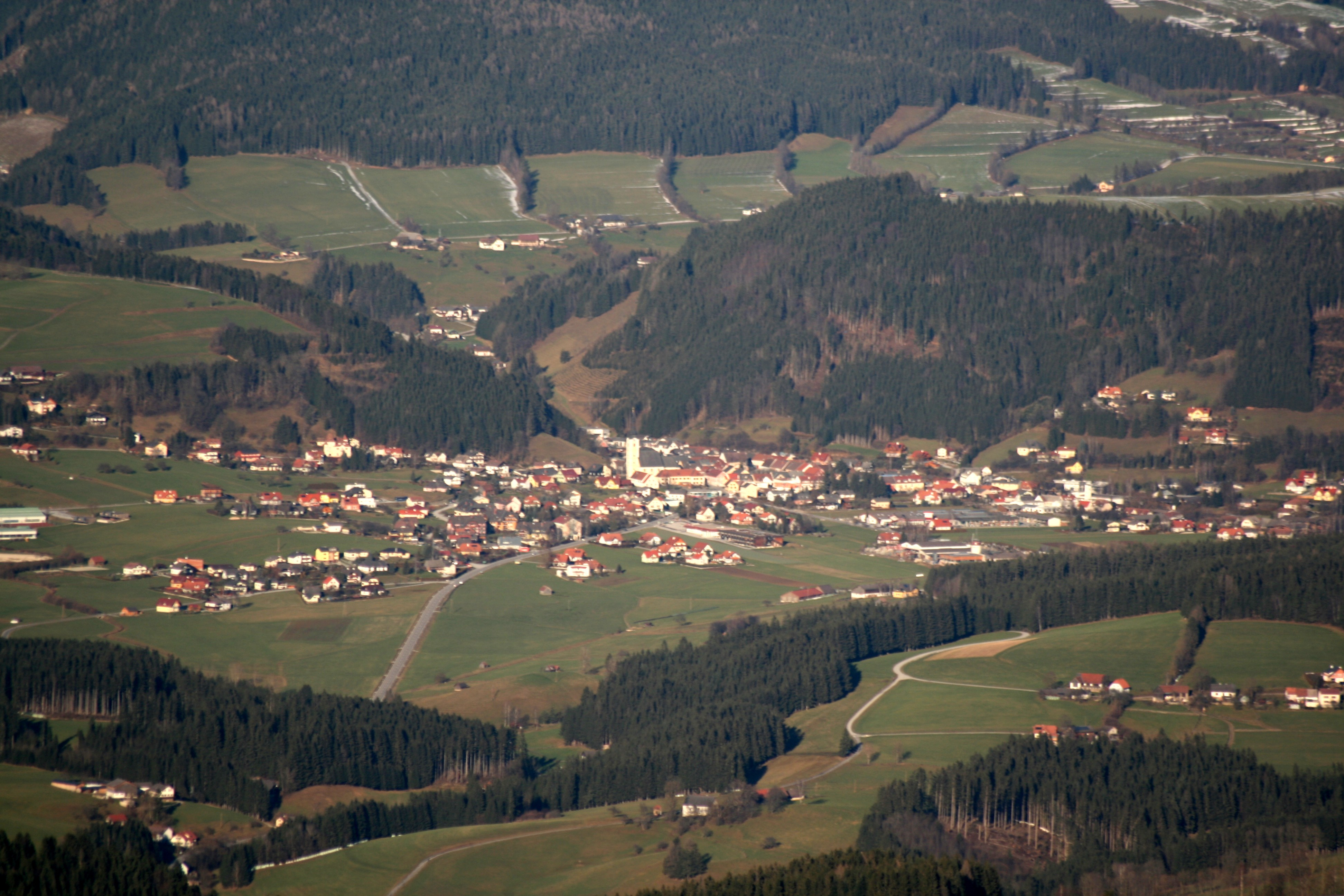
Passail
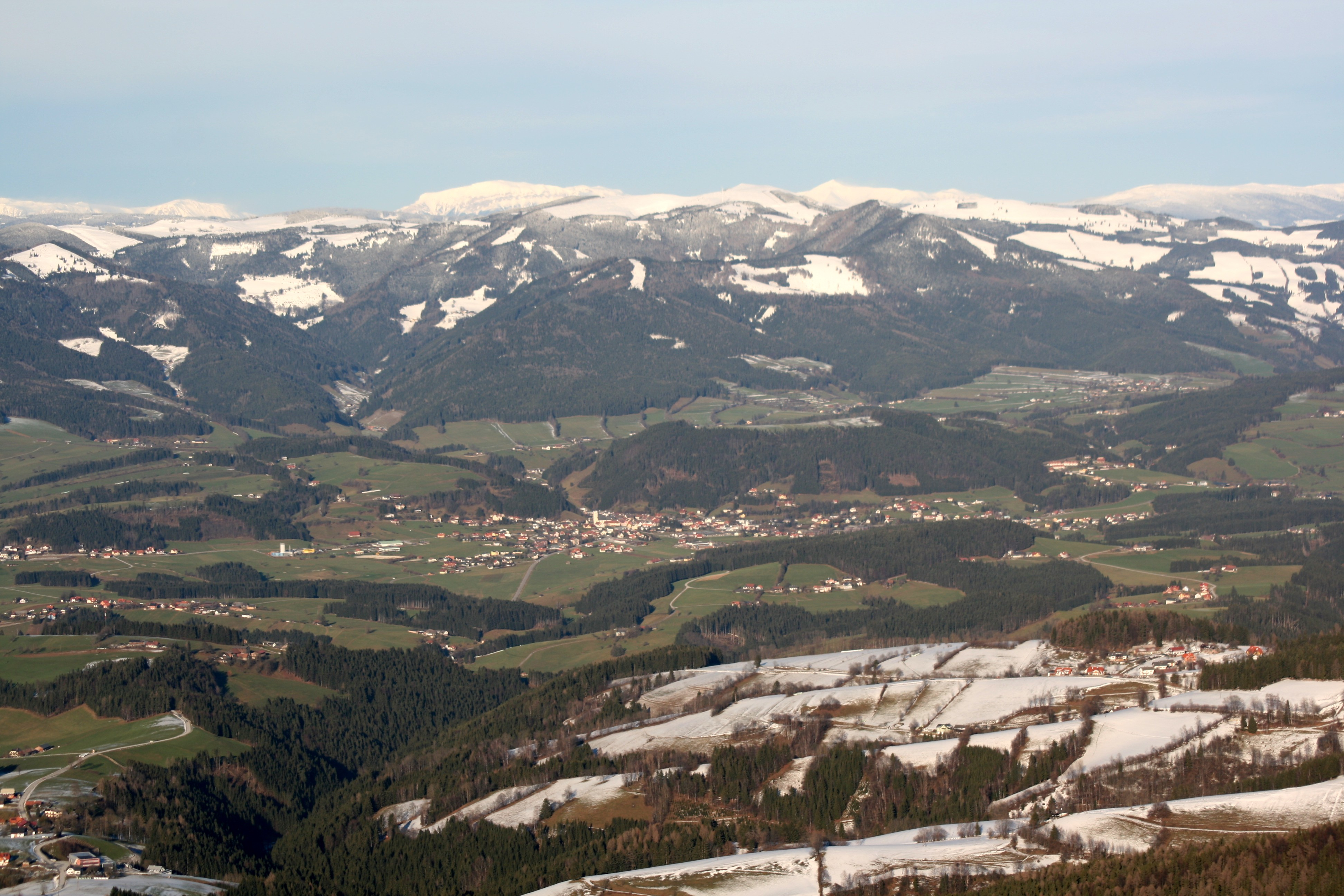